# ادگار اوبو
ادگار اوبو (دانمارکی: Edgar Aabye; ۱۴ سپتامبر ۱۸۶۵ – ۳۰ آوریل ۱۹۴۱) ورزشکار طناب‌کشی و روزنامه‌نگار اهل دانمارک بود.
وی در مسابقات کشوری و بین‌المللی در مجموع برندهٔ ۱ مدال طلا شده‌است.